# Железнодорожный транспорт Бразилии
Железнодорожный транспорт Бразилии — ведёт свою историю с XIX столетия, когда было образовано много частных железнодорожных компаний. Железные дороги были национализированы в 1957. В промежуток с 1999 по 2007, некоторые дороги приватизировали, и железнодорожными перевозками теперь управляет множество частных и государственных операторов, включая America Latina Logistica, Companhia Paulista de Trens Metropolitanos и SuperVia.

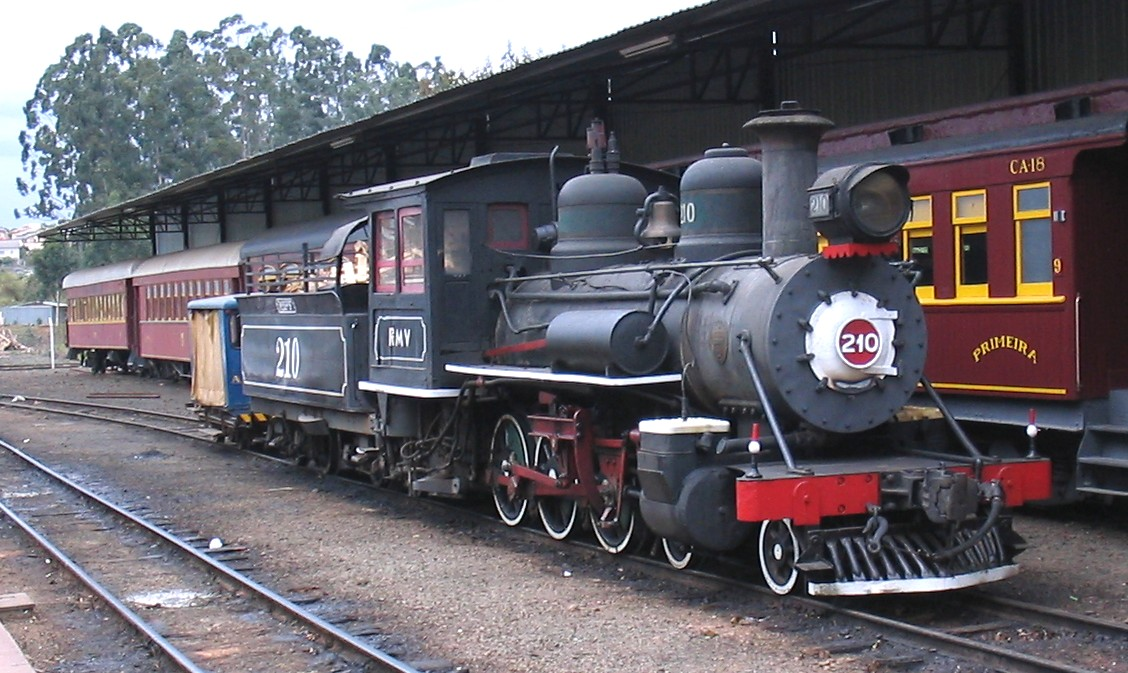
Туристический поезд в Кампинасе

## Ширина колеи

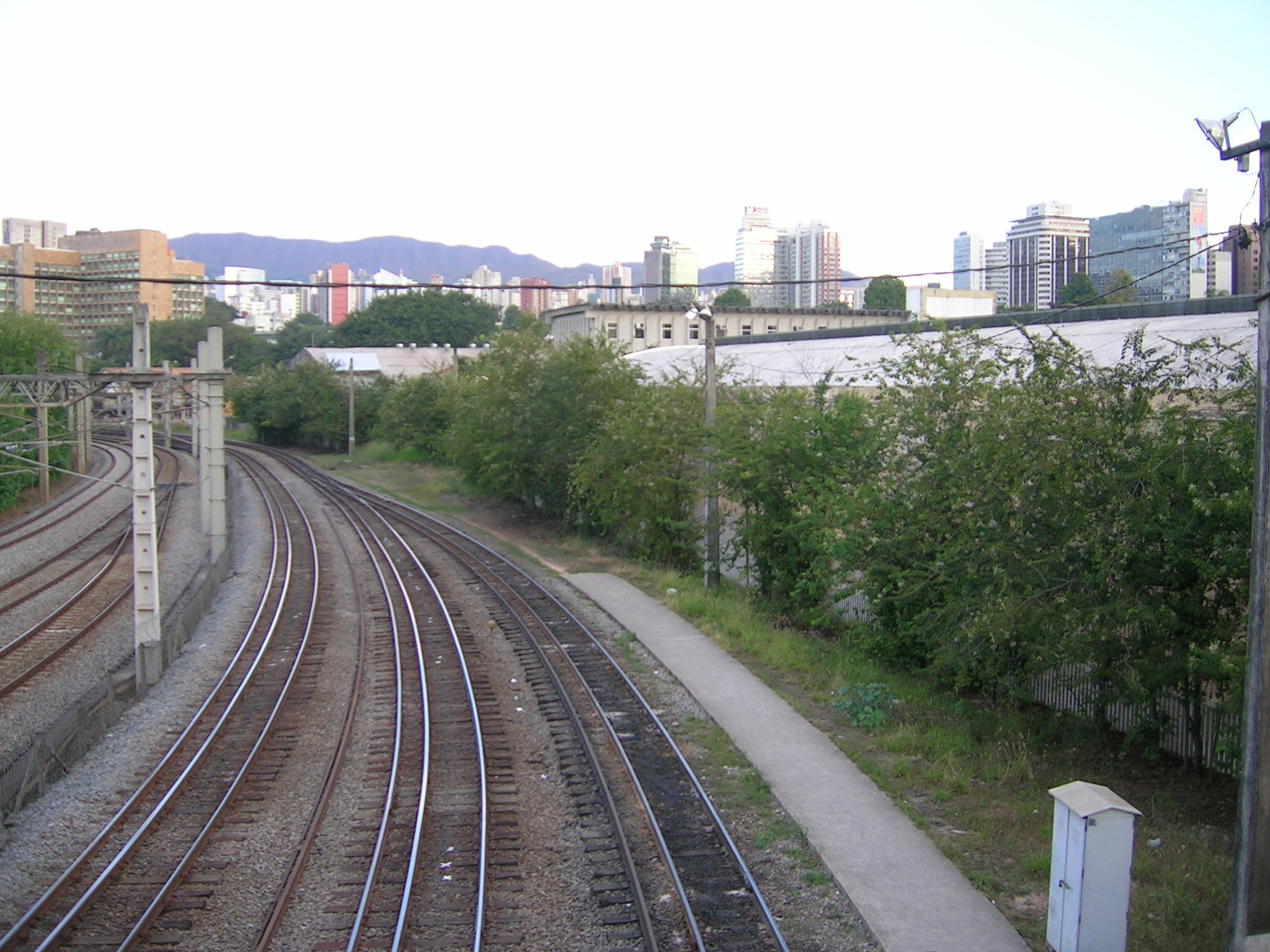
Пути с двойной колеёй в Белу-Оризонти

Изначально в Бразилии было много разных стандартов колеи, но в настоящее время осталось 4 основных.
- Ирландская колея (1600 мм) — 4932 км.
- Узкая колея (метровая) (1000 мм) — 23773 км.
- Двойная колея (1000 мм и 1600 мм) — 396 км.
- Европейская колея (1435 мм) — 202,4 км, в том числе:
  - 10 км линии в метро Сан-Паулу
  - несколько линий в тропических лесах Амазонки.

Общая длина: 29303 км (электрифицировано 1520 км).
12-километровая секция с шириной колеи в 762 мм Estrada de Ferro Oeste de Minas сохранена как исторический объект.

## Пассажирское сообщение

### Поезда дальнего следования
Хотя в Бразилии одна из самых больших железнодорожных сетей, ей не хватает пассажирских перевозок. Пассажирские поезда управлялись государственными компаниями до массовой приватизации в 1996—1999 годах. К тому времени подвижной состав находился в ужасном состоянии, а скорости не превышали 60 км/час даже на широкой колее. В итоге частные компании стали массово отменять почти все дальние и пригородные маршруты в течение последующих 5 лет. Ситуация остаётся таковой и сейчас (2017).
Бразилия густо населена в прибрежных и юго-восточных регионах, что делает работу пассажирских поездов весьма актуальной и необходимой. В некоторых районах, например, к северу и востоку от Сан-Паулу, потребность в пассажирских поездах очень высока. Например, около 4 миллионов жителей 150-километровой зоны Большого Сан-Паулу и около 3 миллионов жителей 450-километровой зоны между Сан-Паулу и Рио не имеют вообще железнодорожного сообщения и вынуждены полагаться на другие виды транспорта, такие, как самолёт, курсирующий между этими городами каждые 10 минут. Более близкие пункты назначения (такие, как Большой Кампинас в 90 км севернее Сан-Паулу с населением 3 миллиона) довольствуются автобусами, которые медленны, переполнены и близки к пределу пропускной способности.
В настоящее время большинство железных дорог страны используется только под грузовые перевозки, а электрификация маршрутов, которые использовались для междугородних пассажирских поездов, полностью демонтирована. Большая часть вокзалов находится в руинах (некоторые переделаны под музеи, госучреждения и другие цели). Многие двухпутные линии также заброшены, а поезда используют только один путь, который поддерживается в довольно плохом состоянии, не позволяющем развить большую скорость. Линии и ответвления, использовавшиеся только под пассажирское движение не вызвали интереса у грузовых компаний и сейчас полностью заброшены.
В Бразилии сегодня сохранилось всего два маршрута поездов дальнего следования, управляемых фирмой Vale, один на узкой колее 1000 мм, другой на «сверхширокой» колее 1600 мм. Эти поезда не являются аттракционом для туристов, они очень востребованы как вид транспорта, имеют высокую скорость (в среднем 60 км/час, то есть быстрее автобуса). Но они покрывают лишь 2 процента железнодорожной сети, что делает инфраструктуру общественного транспорта Бразилии одной из худших в мире.

### Пригородные поезда
Сан-Паулу и Рио-де-Жанейро имеют развитые сети пригородных железных дорог — соответственно Companhia Paulista de Trens Metropolitanos (CPTM) и SuperVia. Хотя можно сказать, что эти транспортные системы на сегодня гораздо меньше для городов такого размера, чем могли бы быть, но обе эти сети почти полностью электрифицированы и оснащены современными электропоездами. При этом транспортные системы указанных мегаполисов постоянно расширяются, но сеть в Сан-Паулу растёт гораздо быстрее. В настоящее время есть проект 6 линий метро и пригородных поездов (3 строятся и 3 проектируются).
Помимо крупных систем в Рио и Сан-Паулу, в Бразилии есть ещё 6 городов с небольшими системами пригородных поездов: Крату, Жуазейру-ду-Норти, Жуан-Пессоа, Масейо, Натал и Терезина.

## Городской транспорт

### Метро

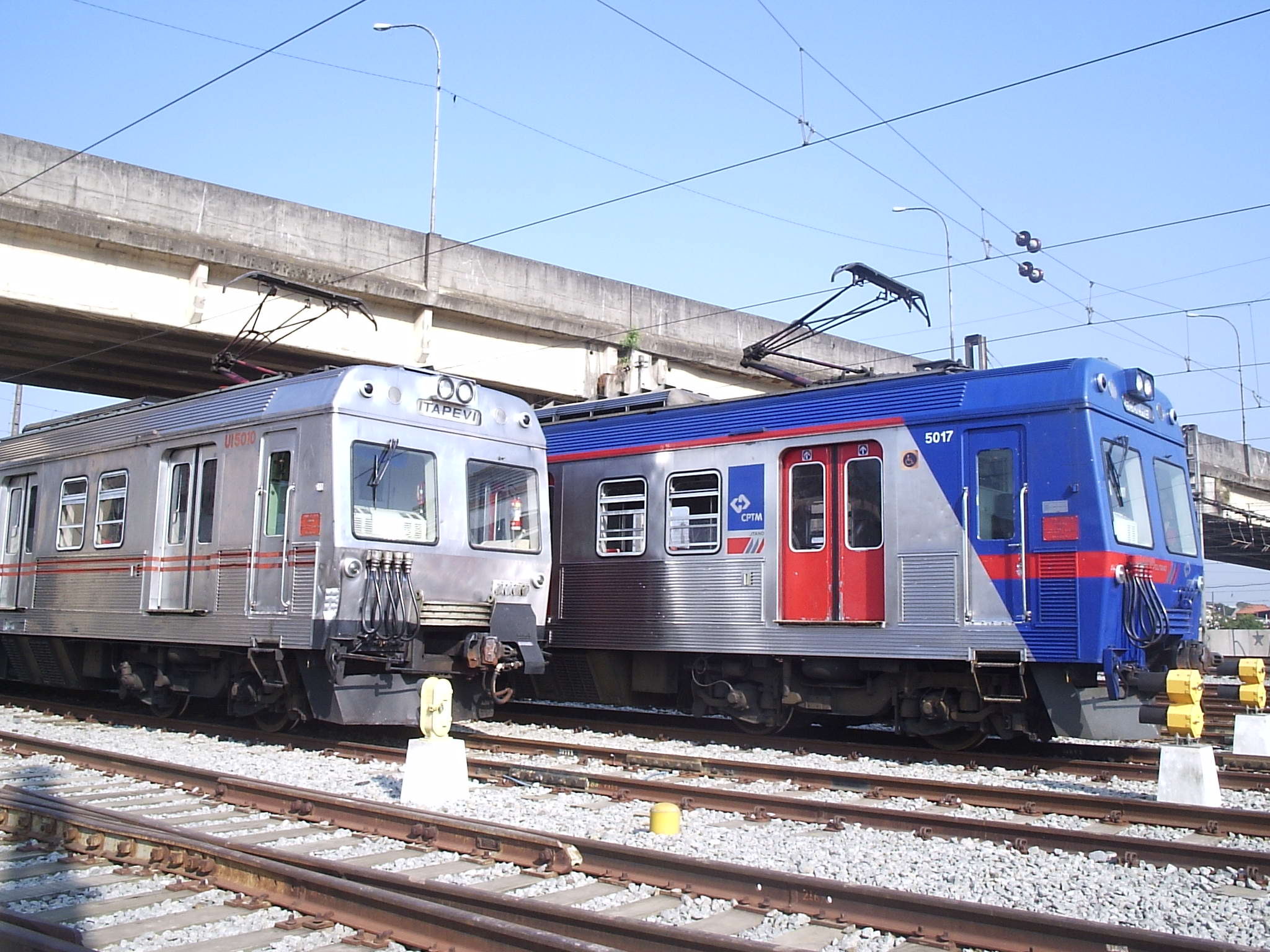
Региональная железнодорожная система в Сан-Паулу

Системы метрополитена действуют, строятся или запланированы в 14 городах:
- Белу-Оризонти
- Бразилиа
- Гояния (в стадии проектирования)
- Куритиба (в стадии строительства)
- Куяба (ЛРТ, в стадии строительства)
- Масейо (ЛРТ, в стадии проектирования)
- Порту-Алегри
- Ресифи
- Рио-де-Жанейро
- Салвадор
- Сан-Паулу
- Терезина
- Флорианополис (в стадии проектирования)
- Форталеза

### Трамваи

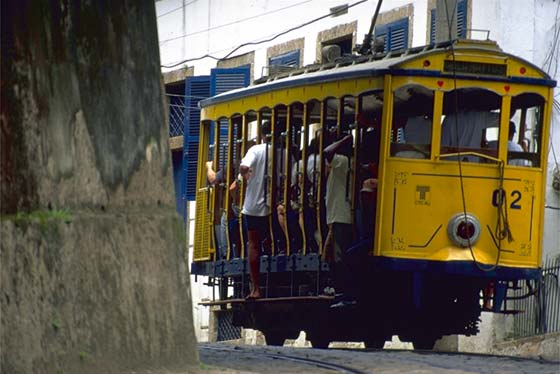
Трамвай «Санта Тереза» в Рио-де-Жанейро

Паровые, гужевые и электрические трамваи работали в Бразилии с 1859 до 1989, новые системы были построены в 1980-х и 90-х годах в Рио-де-Жанейро и Кампинасе, впрочем проработали они недолго. В Рио-де-Жанейро линия была перестроена в полноценную линию метро, а в Кампинасе — и вовсе закрыта. В настоящее время планируется построить линии «лёгкого метро» или «скоростного трамвая» в Бразилиа, Куябе, Макаэ, Масейо, Ресифи и Форталезе, чтобы заменить автобусы на основных магистралях.

#### История
Бразилия — пятая по площади страна в мире — имела около сотни различных трамвайных систем, почти как и в других латиноамериканских странах. Тут был введён в эксплуатацию один из первых трамваев в мире: в 1859 система в Рио-де-Жанейро предшествовала уличным экспериментам во всех европейских странах, кроме Франции. Электрические трамваи появились в Рио-де-Жанейро в тот момент, когда их ещё не было в Лондоне, Париже, Риме, Мадриде, Лиссабоне или в любом другом городе Латинской Америки. Трамваи всё ещё работают в Рио сегодня, спустя более чем 130 лет. В Бразилии существовала одна из первых в мире паровых уличных железных дорог, специально для которой был разработан первый в мире уличный паровой локомотив. Также в Бразилии появился один из первых электрических трамваев в мире — в Рио-де-Жанейро. Нитерой, возможно, был первым городом, где трамваи успешно двигались на аккумуляторной тяге. Бразилия имела наибольшее число трамваев американского типа, построенных вне Соединённых Штатов, и имела самую большую в мире уличную железнодорожную империю, принадлежащую иностранному владельцу.
Пять трамвайных линий всё ещё работали в 1989 году: две линии в Рио-де-Жанейро, пригородная линия из Сан-Паулу в Кампус-ду-Жордау, линия в Итатинге (недалеко от Бертиоги) и туристический трамвай в Кампинасе. Шестая линия, Tirirical около Сан-Луиза, прекратила работу в 1983 году.
В настоящее время старинные трамваи функционируют в 6 местах:
- Белен — возрождённый в 2004 году исторический трамвай[4].
- Итатинга — частный трамвай в сельской местности[5].
- Кампинас — исторический трамвай[6].
- Кампус-ду-Жордау — исторический междугородный трамвай[7].
- Рио-де-Жанейро — исторический трамвай в пригород Санта-Тереза[8].
- Сантус — исторический трамвай, возрождённый в 2000 году на газолиновой тяге[9].

## Будущее

### Высокоскоростная железнодорожная магистраль
В сентябре 2008 года Министерство транспорта Бразилии объявило о проекте скоростного поезда для чемпионата мира, соединяющего Сан-Паулу, Рио-де-Жанейро и Кампинас. Стоимость оценивается в $15 миллиардов.

### Международное сообщение

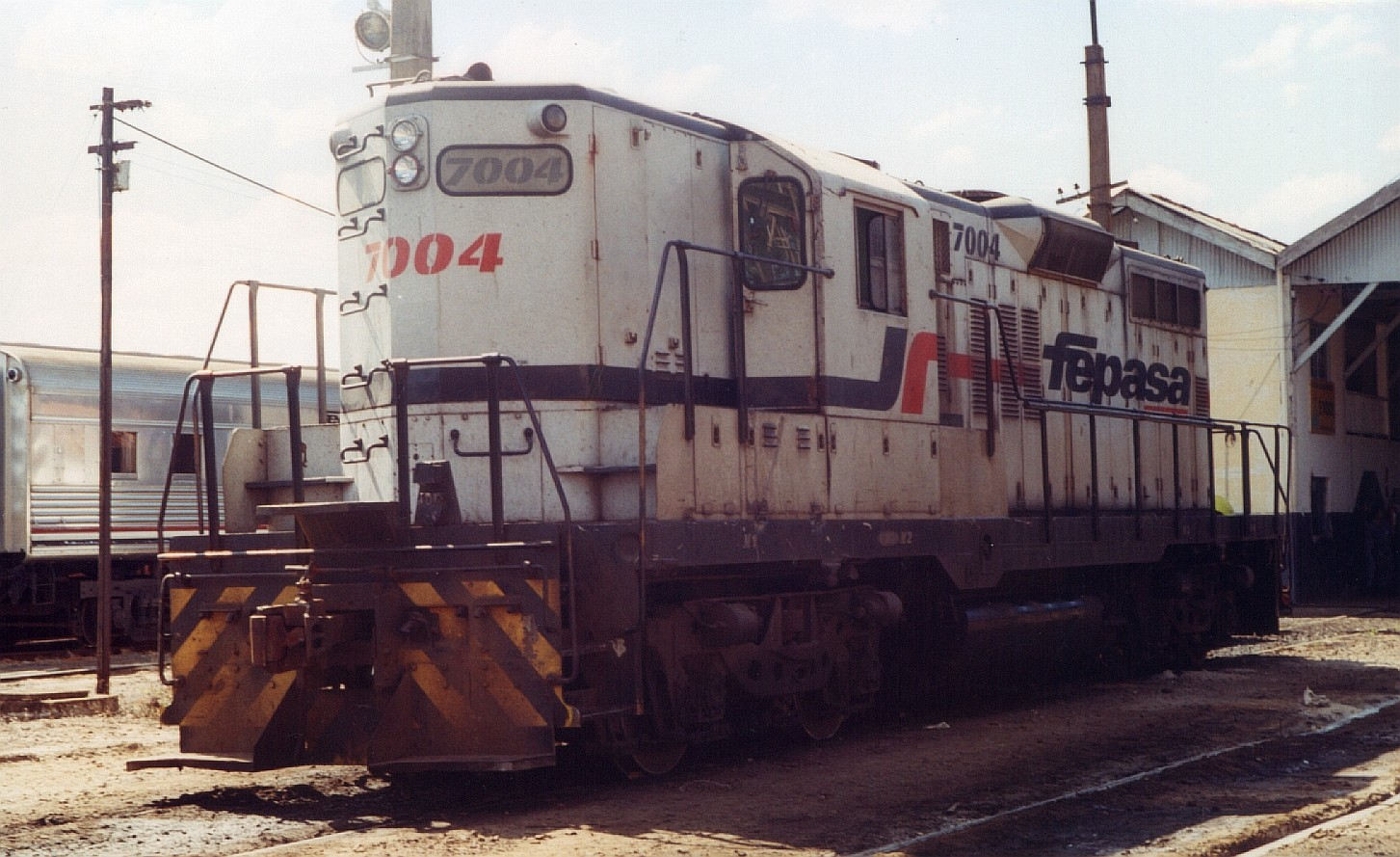
Тепловоз EMD GP9.

23 июля 2008 года было подписано соглашение между Аргентиной, Бразилией и Венесуэлой, предусматривающее развитие электрифицированных сетей между этими странами. Незначительное препятствие — использование различных электрических стандартов (на 50 и 60 Гц).

### Новые грузовые линии

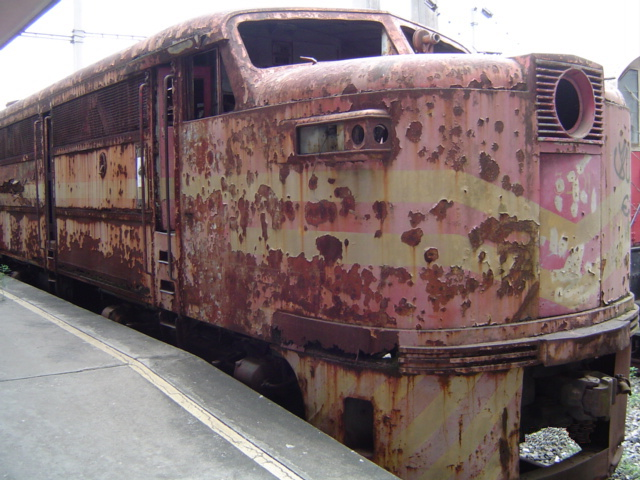
нехватка инвестиций в железные дороги в 1980

Решено проложить новую линию от Маракажу через Каскавел к Паранагуа, для перевозки сельскохозяйственной продукции.
Также Бразилия планирует расширить свою железнодорожную сеть в южном штате Санта-Катарина. Сеть будет соединять три главных государственных порта, Итажаи, Сан-Франсиску и Имбитубу. Она должна будет разгрузить другие линии и существенно сократить время перевозок.

## Железнодорожные связи со смежными странами
- Уругвай — разная ширина колеи: 1 000 мм (Бразилия) и 1435 мм(Уругвай).
- Аргентина — разная ширина колеи: 1 000 мм (Бразилия) и 1435 мм(Аргентина).
- Боливия — 1000 мм для обеих стран.

## Самые тяжёлые поезда
В Бразилии применяются одни из самых тяжёлых вагонов в мире для железной руды, и они движутся по метровой колее. Было трудно найти тепловозы для метровой колеи, пригодные для этой работы. Решение состояло в том, чтобы купить подержанные локомотивы стандартной колеи и оснастить их новыми тележками. Число осей было увеличено, чтобы уменьшить нагрузку на ось.

## Железнодорожные компании

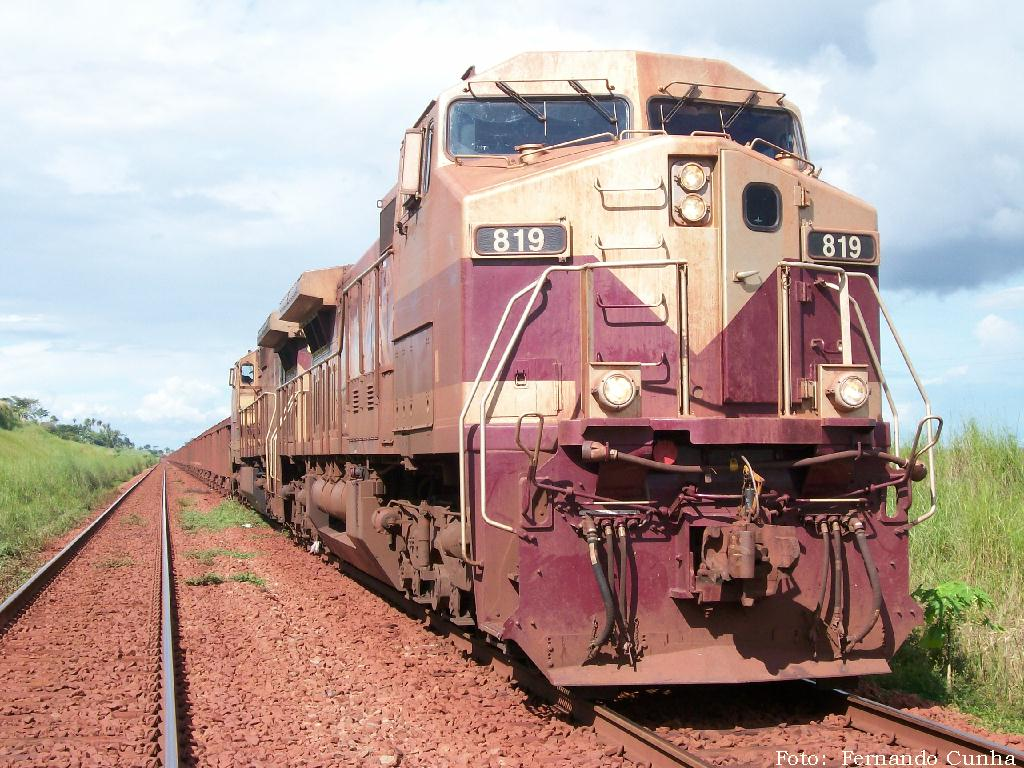
Локомотив компании Carajás

- Estrada de Ferro Central do Brasil, национализирована 1957.
- Estrada de Ferro Oeste de Minas, часть этой железной дороги все еще работает как железная дорога наследия.
- Estrada de Ferro Rio d'Ouro
- Estrada de Ferro Santos-Jundiai, национализирована 1957.
- Estrada de Ferro Sorocabana
- Sao Paulo Railway, национализирована в 1946, переименована в Estrada de Ferro Santos-Jundiai в 1948.